# Estádio Geraldo Oliveira
Estádio Deputado Galdino Leite – stadion piłkarski, w Cristinápolis, Sergipe, Brazylia, na którym swoje mecze rozgrywa klub Sociedade Boca Júnior Futebol Clube.